# 대림 어드밴스
대림 어드밴스(Daelim Advance)는 대림자동차가 1994년부터 1997년까지 생산한 크루저(아메리칸) 스타일의 모터사이클로 모델명은 VC125이다. 당시 크루저 스타일의 모터사이클로는 국내에서 최초로 생산되었으며, 1995년에 광고 모델로 최민수를 내세웠다.